# Мост Эмилия
Мост Эми́лия (итал. Ponte Emilio) или По́нте Ро́тто (итал. Ponte Rotto) — самый старый каменный мост в Риме, Италия. Его предшественник был деревянным и был перестроен в камне во II веке до н. э. Когда-то он соединял Бычий форум с районом Трастевере. На сегодняшний день от него осталась лишь одна арка посередине. Согласно Лампридию, именно с этого моста было сброшено тело печально известного императора Гелиогабала. Рядом с ним стоит более новый Понте Палатино.
Первые опоры моста были заложены, вероятно, в середине III века до нашей эры, когда была построена Аврелиева дорога. Каменные причалы и деревянные надстройки были добавлены в 179 году до н.э. Ответственными за строительство были Марк Эмилий Лепид и Марк Фульвий Нобилиор. 
Почти 30 лет спустя в 142 году до н. э. мост был установлен и простирался шестью каменными арками. В 12 году до н. э. император Август полностью обновил мост из туфа и бетона.
Повреждённый и отремонтированный несколько раз, мост существовал до 1598 года, пока его восточная часть (три арки из шести) не обрушилась во время сильного наводнения. Мост получил название Понте Ротто («Сломанный мост»).
Между 1853 и 1887 годами были установлены металлические пешеходные дорожки, поддерживаемые веревками. Они соединяли каменный мост с левым берегом реки (по проекту инженера Пьетро Ланчани). 
Почти всё это было разобрано (вместе с некоторыми постройками в Трастевере)  в 1887 году при расширении русла Тибра и строительстве рядом нового моста Понте Палатино. Так от моста Эмилия остался лишь один старинный пролёт.

## Галерея
- Понте Ротто на картине Каспера ван Виттеля, где показаны его повреждения от сильнейших наводнений. 1680-е гг.
- Понте Ротто. Дагерротип 1842 г.
- Понте Ротто с временным железным пролётом. Фото 1859 г.
- Вид на Понте Ротто и остров Тиберина c Понте Палатино
- Единственная сохранившаяся арка моста, стоящая посредине реки.
- Сохранившаяся арка моста при наводнени.
- А.-Э. Мишальон. Вид Тибра. 1819. Бумага, сепия, гуашь. Метрополитен-музей, Нью-Йорк